# Zastava Papue Nove Gvineje
Zastava Papue Nove Gvineje usvojena je 7. srpnja 1971. godine. U donjoj dijagonalnoj polovini na crnoj pozadini nalazi se pet zvijezda koje predstavljaju zviježđe Južni križ, a na gornjoj crvenoj polovini nalazi se silueta rajske ptice. Crvena i crna su tradicionalne boje mnogih otočnih plemena Papue Nove Gvineje. Crna-bijela-crvena također su bile boje Njemačkog Carstva koje je koloniziralo Novu Gvineju 1918. godine. Rajska ptica također se nalazi i na državnom grbu.
Dizajn zastave osmislila je tada petnaestogodišnja Susan Huhume, čiji je crtež pobijedio na državnom natječaju za izradu nove zastave 1971. godine.

## Vanjske poveznice
- Flags of the World